# Jörg A. Hoppe
Jörg Albert Hoppe (* 22. August 1952 in Meyenburg) ist ein deutscher TV-Produzent, Manager, Musikverleger und Musikjournalist. Gemeinsam mit Christoph Post gründete er 1991 die Film- und TV-Produktions GmbH Me, Myself & Eye (MME) und 2010 die DEF Media GmbH; 1993 gründete er den Musikkanal Viva Deutschland, deren Gesellschafter er bis 1994 war.

## Beruflicher Werdegang
Jörg A. Hoppe studierte in Hagen Sozialpädagogik und war 1976 Mitgründer der alternativen Zeitung Hagener Volksblatt. Er verließ die Initiative und wurde Chefredakteur bei der von Ulrich Wiehagen herausgegebenen Fachzeitschrift Musiker/Musik News, wo Kay-Oliver Schlasse als Chefdesigner arbeitete. Außerdem war er Konzertveranstalter, Kinobetreiber, gründete Anfang der 1980er das Label Tonträger 58 in Hagen und arbeitete bis 1986 als Manager und Musikverleger u. a. von Extrabreit und Westbam.
1988 produzierte er für das Goethe-Institut den Film „Gefühl und Härte – Zur Geschichte der Deutschen Rockmusik“ (Regie Utz Weber/Moderation Nina Hagen).
Von 1988 bis 1991 war er Redaktionsleiter Musik bei Tele 5 und entwickelte und produzierte u. a. die Sendung Off Beat.
1991 gründete er gemeinsam mit Christoph Post und Marcus O. Rosenmüller die Film- und TV-Produktions GmbH Me, Myself & Eye (MME), deren geschäftsführender Gesellschafter er bis zum Börsengang 2000 war. Anschließend gehörte er dem Vorstand der MME AG, ab 2003 dem Aufsichtsrat der MME Moviement AG an; bis zum August 2010 war er Geschäftsführer der MME GmbH und Berater strategische Programmplanung der MME Moviement AG.
1993 gründete er den Musikkanal Viva TV, deren Gesellschafter er bis 1995 war.
Seit 2011 ist er gemeinsam mit Christoph Post Gesellschafter der DEF Media GmbH, Berlin.
Außerdem ist er Gesellschafter der gemeinnützigen Stiftung MUSIK BEWEGT, die er mit Herbert Grönemeyer, Frank Briegmann, Till Behnke und Josefine Cox gegründet hat und im Beirat der gemeinnützigen Aktiengesellschaft gut.org / betterplace.org.
2014 gründete er mit Holger Hansen und Georg Kofler die NVC New Video Commerce GmbH, ein Marketing- und Vermarktungsunternehmen, die heutige The Social Chain AG. Hoppe ist Gesellschafter und Geschäftsführer (zusammen mit Jan Josef Liefers) der Radio Doria Filmproduktion GmbH.
Hoppe entdeckte u. a. Wigald Boning, Olli Dittrich, Verona Feldbusch, Tim Mälzer, Steffen Henssler, Dieter Moor und Joko Winterscheidt für das deutsche Fernsehen und produzierte zahlreiche ausgezeichnete TV-Formate, darunter Shows, Dokusoaps, Dokumentationen und Magazine für ARD (ECHO, Jose Carreras Gala, Pop 2000, Dogsworld), arte (Tracks), Premiere (Airplay, Studio/Moor), ProSieben (Simply The Best; Frank, der Weddingplaner), RTL (Einsatz in vier Wänden, Bauer sucht Frau, 100 % …), RTL II (Peep!, Bravo TV, The Dome), Sat.1 (Das Inselduell, Girlscamp, Gräfin gesucht), Tele 5 (Off Beat, Hard ‘n‘ heavy, P.O.P.), tm3 (Heart Attack), VOX (Canale Grande, Schmeckt nicht – gibt‘s nicht, 100 Songs, die die Welt bewegten) und ZDF (Unsere Besten). Für sixx entwickelte und produzierte er die Sendung Sweet 'n Easy – Enie backt. Im Jahre 2015 produziert Hoppe für die ARD anlässlich des 25-jährigen Jubiläums der Wiedervereinigung die dreiteilige Reihe Soundtrack Deutschland mit Jan Josef Liefers und Axel Prahl.
Auf der 65. Berlinale 2015 hatte sein viel beachteter Dokumentarfilm B-Movie: Lust & Sound in West-Berlin 1979–1989 Premiere; der Film wurde u. a. mit dem Heiner-Carow-Preis der DEFA-Stiftung und dem VUT Award sowie einer Nominierung für den Grimme-Preis ausgezeichnet.
Nach einer Krebserkrankung initiierte Hoppe 2018 die Plattform yeswecan-cer.org, die seit 2019 die kostenfreie YES!App betreibt, eine App, die Betroffenen untereinander den direkten Austausch ermöglicht. Seit 2020 veranstaltet Jörg A. Hoppe jährlich die digitale Krebs-Patienten-Konvention YES!CON. Auf dieser wird jährlich der YES!Award verliehen, im Jahr 2020 an Manuela Schwesig für ihren couragierten Umgang mit ihrer eigenen Krebserkrankung.

## Auszeichnungen (Auswahl)
- 1996: Gold Apple Award des Educational Media Network für das Dokubiopic „Straight to You“ über Nick Cave (zusammen mit Nanni Jacobsen)
- 2000: Adolf-Grimme-Preis für die zwölfteilige Dokumentation Pop 2000
- 2002: Echo als Medienmann des Jahres (gemeinsam mit Christoph Post)
- 2004: Deutscher Fernsehpreis in der Kategorie Dokusoap für „Einsatz in 4 Wänden“
- 2015: Heiner-Carow-Preis für B-Movie: Lust & Sound in West-Berlin 1979–1989